# ライアン・ガートン
ライアン・パトリック・ガートン（Ryan Patrick Garton, 1989年12月5日 - ）は、アメリカ合衆国フロリダ州ピネラス郡クリアウォーター出身のプロ野球選手（投手）。右投右打。フリーエージェント（FA）。

## 経歴

### プロ入りとレイズ時代
2012年のMLBドラフト34巡目（全体1052位）でタンパベイ・レイズから指名され、6月8日に契約。契約後、傘下のA-級ハドソンバレー・レネゲーズでプロデビュー。21試合に登板して4勝0敗7セーブ、防御率2.00、31奪三振を記録した。
2013年はA級ボーリンググリーン・ホットロッズでプレーし、40試合に登板して4勝3敗8セーブ、防御率2.44、62奪三振を記録した。
2014年はA+級シャーロット・ストーンクラブズでプレーし、40試合に登板して6勝2敗4セーブ、防御率3.09、44奪三振を記録した。
2015年はAA級モンゴメリー・ビスケッツでプレーし、41試合に登板して6勝1敗、防御率2.95、70奪三振を記録した。
2016年はAAA級ダーラム・ブルズで開幕を迎え、14試合に登板。1勝0敗2セーブ、防御率2.38の成績で、5月25日にレイズとメジャー契約を結んでアクティブ・ロースター入りした。5月26日のマイアミ・マーリンズ戦でメジャーデビュー。4点ビハインドの7回表から登板し、2回を投げ6安打3失点だった。6月14日のシアトル・マリナーズ戦では3点ビハインドの7回1死から登板し、0.2回を無安打無失点に抑えると、直後の7回裏にレイズが勝ち越したため、メジャー初勝利を挙げた。昇格後は6試合に登板したが、6月17日にAAA級ダーラムへ降格。AAA級ダーラムで1試合に登板後、6月21日にメジャーへ再昇格した。7月4日のロサンゼルス・エンゼルス戦では、2点リードの9回表1死から登板し、0.2回を1安打無失点に抑え、メジャー初セーブを挙げたが、新加入のベテランリリーバーであるケビン・ジェプセンと入れ替わる形で、7月15日にAAA級ダーラムへ降格した。8月2日に再昇格したが、ビハインド時や大量リードでの登板となり、8月20日にリリーフのエニー・ロメロが故障者リストから復帰するため、再びAAA級ダーラムへ降格した。登録枠が拡大した9月1日にメジャーへ昇格すると、9月13日のトロント・ブルージェイズ戦で初ホールドを記録した。この年メジャーでは37試合に登板して1勝2敗1セーブ、2ホールド、防御率4.35、33奪三振を記録した。

### マリナーズ時代
2017年8月6日にルイス・レンヒフォ、アンソニー・ミセビッチ及び後日発表選手とのトレードで、マイク・マージャマと共にマリナーズへ移籍した。この年は2球団合計で20試合に登板して0勝1敗、1ホールド、防御率4.91、16奪三振を記録した。レギュラーシーズン終了後の10月26日に40人枠から外れる形で傘下のAAA級タコマ・レイニアーズへ配属された。
2018年1月16日にマリナーズとマイナー契約で再契約を結び、スプリングトレーニングに招待選手として参加することになった。シーズンではAAA級タコマでプレーし、35試合に登板して1勝0敗4セーブ、防御率3.16、43奪三振を記録した。
2019年も開幕からAAA級タコマでプレーし、5月17日にメジャー契約を結んでアクティブ・ロースター入りした。5月21日にDFAとなり、24日にマイナー契約でAAA級タコマへ配属された。レギュラーシーズン終了後の10月8日にFAとなった。

### マリナーズ退団後
2019年11月26日にミネソタ・ツインズとマイナー契約を結んだ。
2020年はCOVID-19の影響でマイナーリーグのシーズンが中止となり、公式戦に出場することはなかった。9月4日にFAとなった。
ツインズ退団後は現役を引退しアラバマ州にある野球スクールでコーチをしていたが、2021年7月21日にメキシカンリーグのモンクローバ・スティーラーズと契約して現役復帰した。モンクローバでは8試合にリリーフ登板したが防御率7.00の成績に終わり、8月5日にFAとなった。

## 投球スタイル
平均92mphのフォーシームにカッター、カーブ、スライダー、チェンジアップの変化球を持つ。

## 詳細情報

### 年度別投手成績
| 年 度    | 球 団    | 登 板 | 先 発 | 完 投 | 完 封 | 無 四 球 | 勝 利 | 敗 戦 | セ 丨 ブ | ホ 丨 ル ド | 勝 率 | 打 者 | 投 球 回 | 被 安 打 | 被 本 塁 打 | 与 四 球 | 敬 遠 | 与 死 球 | 奪 三 振 | 暴 投 | ボ 丨 ク | 失 点 | 自 責 点 | 防 御 率 | W H I P |
| -------- | -------- | ----- | ----- | ----- | ----- | -------- | ----- | ----- | -------- | ----------- | ----- | ----- | -------- | -------- | ----------- | -------- | ----- | -------- | -------- | ----- | -------- | ----- | -------- | -------- | ------- |
| 2016     | TB       | 37    | 0     | 0     | 0     | 0        | 1     | 2     | 1        | 2           | .333  | 171   | 39.1     | 44       | 5           | 11       | 2     | 0        | 33       | 2     | 0        | 20    | 19       | 4.35     | 1.40    |
| 2017     | TB       | 7     | 0     | 0     | 0     | 0        | 0     | 1     | 0        | 0           | .000  | 48    | 10.1     | 13       | 3           | 5        | 0     | 0        | 9        | 2     | 0        | 10    | 10       | 8.71     | 1.74    |
| 2017     | SEA      | 13    | 0     | 0     | 0     | 0        | 0     | 0     | 0        | 1           | ----  | 42    | 11.2     | 5        | 1           | 1        | 0     | 0        | 7        | 0     | 0        | 2     | 2        | 1.54     | 0.51    |
| '17計    | SEA      | 20    | 0     | 0     | 0     | 0        | 0     | 1     | 0        | 1           | .000  | 90    | 22.0     | 18       | 4           | 6        | 0     | 0        | 16       | 2     | 0        | 12    | 12       | 4.91     | 1.09    |
| 2019     | SEA      | 2     | 0     | 0     | 0     | 0        | 0     | 0     | 0        | 0           | ----  | 14    | 3.0      | 4        | 2           | 1        | 0     | 0        | 1        | 0     | 0        | 4     | 4        | 12.00    | 1.67    |
| MLB：3年 | MLB：3年 | 59    | 0     | 0     | 0     | 0        | 1     | 3     | 1        | 3           | .250  | 275   | 64.1     | 66       | 11          | 18       | 2     | 0        | 50       | 4     | 0        | 36    | 35       | 4.90     | 1.31    |

- 2020年度シーズン終了時

### 背番号
- 52（2016年 - 2017年8月5日）
- 45（2017年9月1日 - 同年終了）
- 58（2019年）